# Slavičín
Slavičín är en stad i Tjeckien.   Den ligger i regionen Zlín, i den östra delen av landet, 270 km öster om huvudstaden Prag. Slavičín ligger 367 meter över havet och antalet invånare är 7 079.
Terrängen runt Slavičín är kuperad åt sydväst, men åt nordost är den platt. Runt Slavičín är det ganska tätbefolkat, med 80 invånare per kvadratkilometer. Närmaste större samhälle är Uherský Brod, 17,9 km väster om Slavičín. Omgivningarna runt Slavičín är en mosaik av jordbruksmark och naturlig växtlighet.